# One Piece: Gigant Battle 2 - Shinsekai
One Piece: Gigant Battle 2 - Shinsekai () est un jeu vidéo de combat développé par Ganbarion et édité par Namco Bandai, sorti le 17 novembre 2011 sur Nintendo DS. Il est la suite du jeu One Piece: Gigant Battle sorti en 2010.